# Johannes Allen
Johannes Allen (født 16. maj 1916 i København, død 14. december 1973 i Hellerup) var en dansk journalist og forfatter, som skrev både noveller, romaner, skuespil, hørespil og filmmanuskripter.
Allen-prisen, der uddeles af Danske Dramatikeres Forbund på vegne af Lise og Johannes Allens Fond er opkaldt efter Johannes Allen.